# Wassersporthaftpflichtversicherung
Die Wassersporthaftpflichtversicherung oder Bootsversicherung  ist eine Haftpflichtversicherung, die im Wassersport Personen-, Sach- und Vermögensschäden abdeckt, die durch das Führen von Wassersportgeräten (zum Beispiel Booten oder Yachten) entstehen.
Schäden, die einem Dritten im Zusammenhang mit dem Besitz oder Gebrauch des eigenen Wassersportgerätes zugefügt werden, sind nicht über die reguläre Privathaftpflichtversicherung abgedeckt, da diese Schäden in Verbindung mit (motorisierten) Wassersportgeräten ausschließt. Eine private Haftpflichtversicherung deckt meist nur Schäden durch Paddel-, Ruder- und Tretboote ab.
Der Versicherungsschutz bezieht sich nicht nur auf den Halter, sondern weitet sich auch auf jene aus, die für die Bedienung des Gerätes berechtigt, bzw. verantwortlich sind.
Als Versicherungssumme sollten pauschal mindestens 10 Millionen Euro vereinbart werden. Bei teuren Booten kann zusätzlich eine Boots-Kaskoversicherung sinnvoll sein. Die Kasko kommt für Schäden am eigenen Boot auf, zum Beispiel nach einem Mastbruch oder wenn es gekentert ist.
In Deutschland ist eine Haftpflichtversicherung für das Boot oder die Yacht keine Pflicht. Die Wassersporthaftpflichtversicherung zählt jedoch in Ländern wie Italien, Schweiz oder Spanien zu den Pflichtversicherungen mit unterschiedlichen Mindestdeckungssummen für das versicherte Wassersportgerät. Werden diese Länder mit dem Wassersportgerät befahren, muss mitunter der Versicherungsnachweis an Bord mitgeführt werden. In der EU ereignen sich jedes Jahr etwa 50.000 Unfälle im Bereich des Wassersports.

## Leistungen des Versicherers Wassersporthaftpflichtversicherung
Die Wassersporthaftpflichtversicherung ist eine Versicherung, die für alle Arten von Wassersportaktivitäten gilt. Sie bietet Schutz für Schäden, die durch den Versicherten verursacht werden, während er sich auf dem Wasser befindet. Hier sind einige Leistungen, die der Versicherer in der Wassersporthaftpflichtversicherung bieten kann:
1. Haftpflichtschutz für Wassersportler: Die Wassersporthaftpflichtversicherung bietet Schutz für Wassersportler, wenn sie andere Personen oder Sachen während der Ausübung ihrer sportlichen Aktivitäten auf dem Wasser verletzen oder beschädigen. Hierbei werden Schadensersatzansprüche Dritter, wie z. B. die Kosten für Reparaturen oder medizinische Behandlungen, übernommen.
2. Schutz für fremde Boote: Ein weiterer wichtiger Bestandteil der Wassersporthaftpflichtversicherung ist der Schutz für fremde Boote. Wenn der Versicherte ein fremdes Boot ausleiht oder fährt und dabei Schäden verursacht, greift die Versicherung und übernimmt die Schadensersatzforderungen des Bootseigners.
3. Bergungskosten: Wenn das Boot des Versicherten aufgrund eines Unfalls oder einer Panne auf dem Wasser liegen bleibt, können hohe Kosten für die Bergung anfallen. Die Wassersporthaftpflichtversicherung kann diese Kosten übernehmen und somit den Versicherten vor finanziellen Belastungen schützen.
4. Rechtsstreitigkeiten: Im Falle einer rechtlichen Auseinandersetzung mit Dritten im Zusammenhang mit einem Wassersportunfall, kann die Wassersporthaftpflichtversicherung auch die Kosten für einen Anwalt übernehmen und somit den Versicherten vor hohen Gerichtskosten bewahren.
5. Schutz für Skipper und Crew: Die Wassersporthaftpflichtversicherung kann auch Schutz für den Skipper und die Crew des Bootes bieten. Wenn diese Personen während der Ausübung ihrer Tätigkeit verletzt werden oder Sachschäden verursachen, greift die Versicherung und übernimmt die Schadensersatzansprüche.[6]

## Versicherungsumfang Wassersporthaftpflichtversicherung
Die Wassersporthaftpflichtversicherung ist eine spezielle Art der Haftpflichtversicherung, die Schutz für Wassersportler bietet, die möglicherweise Schäden an Dritten verursachen können. Im Folgenden werden die wichtigsten Punkte zum Versicherungsumfang aufgelistet:
- Sachschäden: Eine Wassersporthaftpflichtversicherung deckt die Schäden ab, die der Versicherungsnehmer einem Dritten durch seine Aktivitäten auf dem Wasser zufügt. Dazu gehören Sachschäden, wie beispielsweise beschädigte Boote, Yachten oder andere Wassersportgeräte.
- Personenschäden: Die Versicherung übernimmt auch die Kosten für medizinische Behandlungen, wenn eine Person aufgrund der Aktivitäten des Versicherungsnehmers auf dem Wasser verletzt wurde. Darüber hinaus können auch Vermögensschäden versichert werden, wenn beispielsweise ein Berufsausfall oder Schmerzensgeldansprüche geltend gemacht werden.
- Geliehene Boote und Yachten: In vielen Fällen ist die Wassersporthaftpflichtversicherung auch für Schäden an geliehenen Booten oder Yachten des Versicherungsnehmers verantwortlich. Hier ist es jedoch wichtig, die genauen Bedingungen des Versicherungsvertrags zu prüfen.
- Zusätzliche Optionen: Neben den oben genannten Leistungen können Wassersporthaftpflichtversicherungen auch zusätzliche Optionen anbieten, wie beispielsweise eine Insassen-Unfallversicherung oder eine Bootskaskoversicherung. Die Insassen-Unfallversicherung sichert den Versicherungsnehmer und seine Mitfahrer bei Unfällen auf dem Wasser ab, während die Bootskaskoversicherung Schäden am eigenen Boot oder der Yacht abdeckt.
- Ausschlüsse: Es ist jedoch zu beachten, dass die Versicherungsgesellschaften oft spezifische Bedingungen für die Deckung von Wassersportaktivitäten haben. So sind beispielsweise manche Risiken wie das Führen von motorisierten Wassersportgeräten (z. B. Jet-Skis) von der Versicherung ausgeschlossen oder es gibt Begrenzungen in Bezug auf den Versicherungsbetrag oder die Gebiete, in denen der Schutz gilt.